# R143
Le R143 sono una serie di 212 carrozze della metropolitana di New York operanti nella divisione B e realizzate dalla Kawasaki Heavy Industries tra il 2001 e il 2003, ad un costo medio di 1,5 milioni di dollari ciascuna.

## Storia
La gara per la realizzazione delle R143 venne aperta nel gennaio 1998. Il contratto iniziale richiedeva un totale di 100 carrozze, dotate di annunci automatici, di illuminazione ad alta efficienza, di citofoni di emergenza, di motori a corrente alternata, di display elettronici per le informazioni, di un sistema di controllo della diagnostica, di un compressore ad aria controllato da microprocessore, di sistemi frenanti e di comunicazione e dei requisiti per l'accessibilità.
Nel dicembre 1998, l'azienda giapponese Kawasaki Heavy Industries ottenne il contratto di 190 milioni di dollari per la realizzazione delle 100 carrozze R143, con la possibilità di estendere l'ordine di altre 112 carrozze, per un totale di 212. La consegna delle carrozze ebbe inizio a fine 2001 e un test della durata di 30 giorni con un treno formato da otto R143 iniziò il 4 dicembre 2001. Secondo la Kawasaki il test fu un "grande successo".
Le R143 entrarono quindi ufficialmente in servizio il 12 febbraio 2002 e furono assegnate alla linea L. A marzo 2003, tutte le 212 carrozze erano state consegnate. Nelle intenzioni della MTA le 212 carrozze sarebbero dovute bastare alla linea L per anni, tuttavia la rapida crescita del quartiere di Williamsburg, portò già nel 2006 alla saturazione della linea, che oggi utilizza infatti anche alcuni R160.

## Incidenti
Il 21 giugno 2006, un treno formato da otto carrozze R143 sfondò il respingente di uno dei binari situati nel deposito Canarsie, dopo che l'operatore aveva subito un attacco epilettico. La carrozza di testa numero 8277 subì danni significativi e venne liberata dalle parti danneggiate in vista della successiva riparazione. Fu quindi inviata nello stabilimento della Kawasaki a Yonkers, mentre le carrozze numero 8278-8280, le quali avevano a loro volta subito danni, furono mandate al deposito 207th Street. Tutte le carrozze danneggiate furono successivamente riparate e, dopo l’aggiornamento di alcune componenti, rientrarono in servizio nel dicembre del 2017.